# Tsutsuia elegans
Tsutsuia elegans är en skalbaggsart som beskrevs av Hayashi 1961. Tsutsuia elegans ingår i släktet Tsutsuia och familjen långhorningar. Inga underarter finns listade i Catalogue of Life.